# Předzahrádka

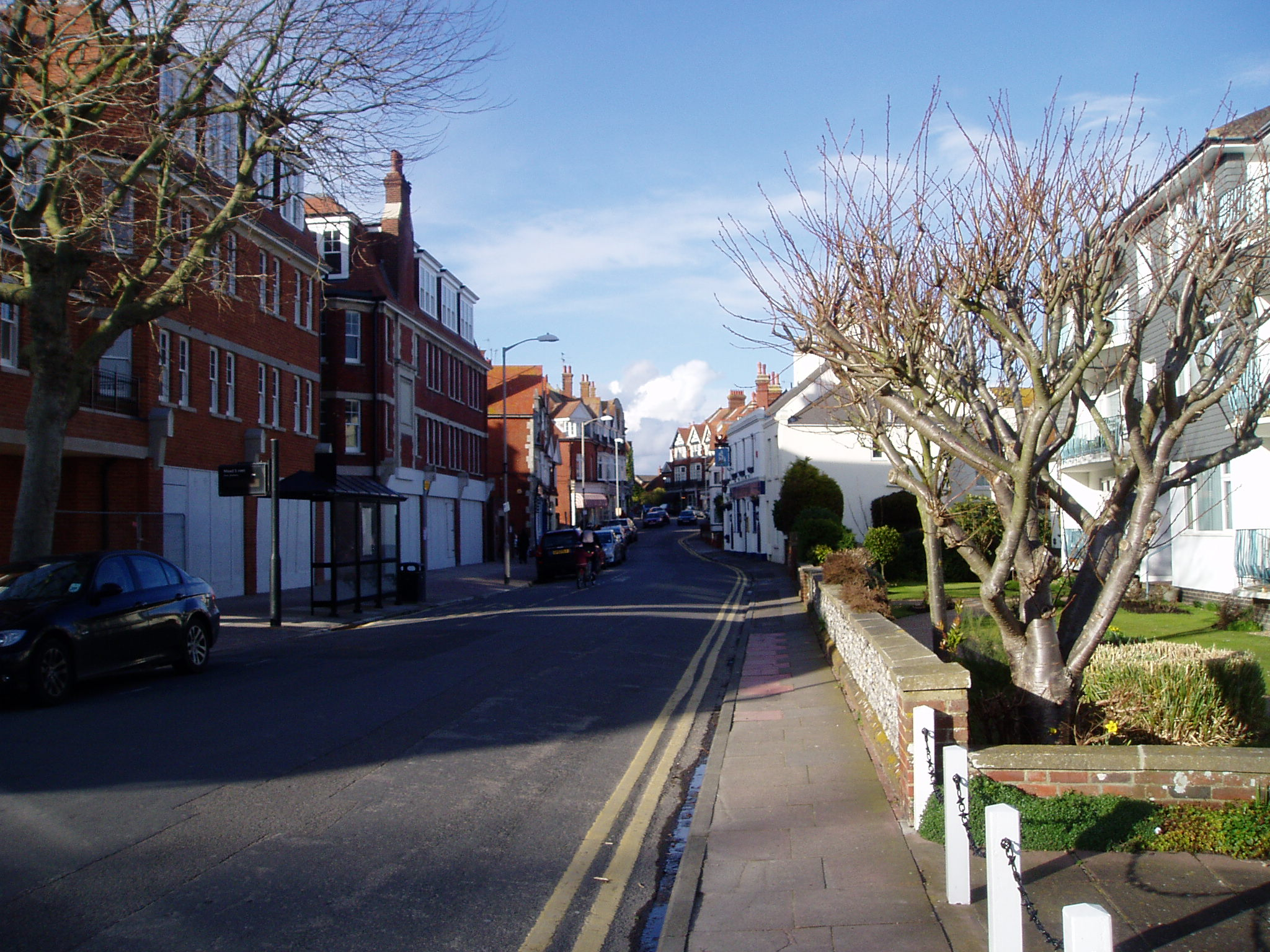
Předzahrádka v Meads Street Eastbourne

Předzahrádka je menší nebo větší prostor před domem směrem ke komunikaci. Často jde o nevelkou plochu upravenou jako ozdobná zahrada, která tvoří okolí vstupu k domu. Je to termín v oblasti zahradní architektury používaný i v sadovnické tvorbě.
V mnoha obcích jsou tyto předzahrádky neoplocené, nebo jen symbolicky, osázené květinami a přispívají ke zkrášlení obce. Oplocené předzahrádky jsou realizovány tam, kde hrozí nebezpečí znečišťování předzahrádky psími výkaly. Oplocení lze nahradit živými ploty nebo výsadbou ostnitých keřů.
Předzahrádka obvykle nebývá využívána k přímé rekreaci, ale je vstupním prostorem do domu a vítá každodenně obyvatele domu i jeho hosty. V mnoha zemích bývá předzahrádka často i součástí veřejné zeleně. Předzahrádka by vždy měla být uspořádána s předpokladem, že tvoří jistou estetickou vizitku domu.
Do malé předzahrádky nikdy nelze sázet větší keře nebo stromy. Na výsadbu jsou často používány jehličnany se vzrůstem do 1,5 m. Pracnější předzahrádku tvoří výsadby trvalek nebo letniček. Předzahrádku lze obohatit zelení v květináčích.